# Enhanced Motion Vehicle
Pour les articles homonymes, voir EMV.

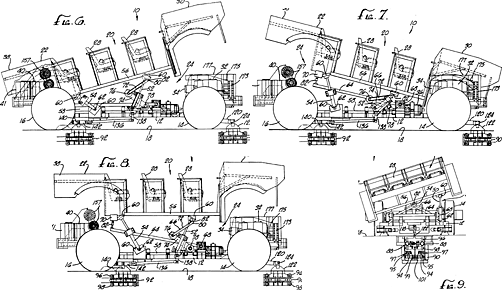
Diagrammes des mouvements possibles d'un EMV.

Enhanced Motion Vehicle (EMV) est un système développé au début des années 1990 par Walt Disney Imagineering et Intamin pour améliorer les possibilités de mouvement des véhicules utilisés dans les attractions Disney.
Ce sont des véhicules de parcours scénique simulant la conduite en terrain accidenté grâce à un mélange de la technologie du simulateur de vol et de celle du parcours scénique.
Le système reprend le principe d'un véhicule suivant un rail de guidage mais diffère des omnimovers utilisés par exemple dans Phantom Manor. Chaque véhicule est une voiture au design proche des jeeps américaines de la Seconde Guerre mondiale. La jeep comporte trois rangées de banquettes pouvant accueillir jusqu'à quatre personnes. Pour ajouter au réalisme, la place la plus à gauche de la rangée de sièges avant possède un volant inopérant.
Chaque véhicule est un simulateur miniature qui permet grâce à un système de vérins hydrauliques de reproduire les chaos d'une route accidentée, le freinage, l'accélération ou la collision. Les véhicules peuvent atteindre la vitesse de 20 km/h.
Le système est inventé pour l'attraction Indiana Jones Adventure de Disneyland qui ouvre en 1995. Il est réutilisé dans la version japonaise de l'attraction à Tokyo DisneySea ouverte en 2001 et dans l'adaptation sur le thème des dinosaures au Disney's Animal Kingdom en 1998. La version japonaise diffère au niveau technique par l'utilisation de vérins électro-magnétiques en raison des codes environnementaux japonais ; l'huile des vérins s'écoulant souvent sur le sol de la version californienne.
L'attraction, pourtant ressemblante et contemporaine, Test Track à Epcot n'utilise pas le système EMV.
Attractions utilisant le système :
- Indiana Jones Adventure: The Temple of the Forbidden Eye à Disneyland
- Dinosaur à Disney's Animal Kingdom
- Indiana Jones Adventure: Temple of the Crystal Skull à Tokyo DisneySea

Pharaoh's Fury à Lotte World et Sultan's Adventure à Leofoo Village Theme Park, bien qu'elles ne soient pas des attractions Disney, utilisent la technologie EMV.